# Никита Хонијат
Никита Хонијат (грч: Νικήτας Χωνιάτης, око 1155—1215. или 1216. године), познат у старијој литератури погрешно као Никита Акоминат, био је византијски великодостојник и историчар. Његова Историја, подељена на двадесетједну књигу, описује период од 1118. до 1207. године.